# Wallburg Kahle

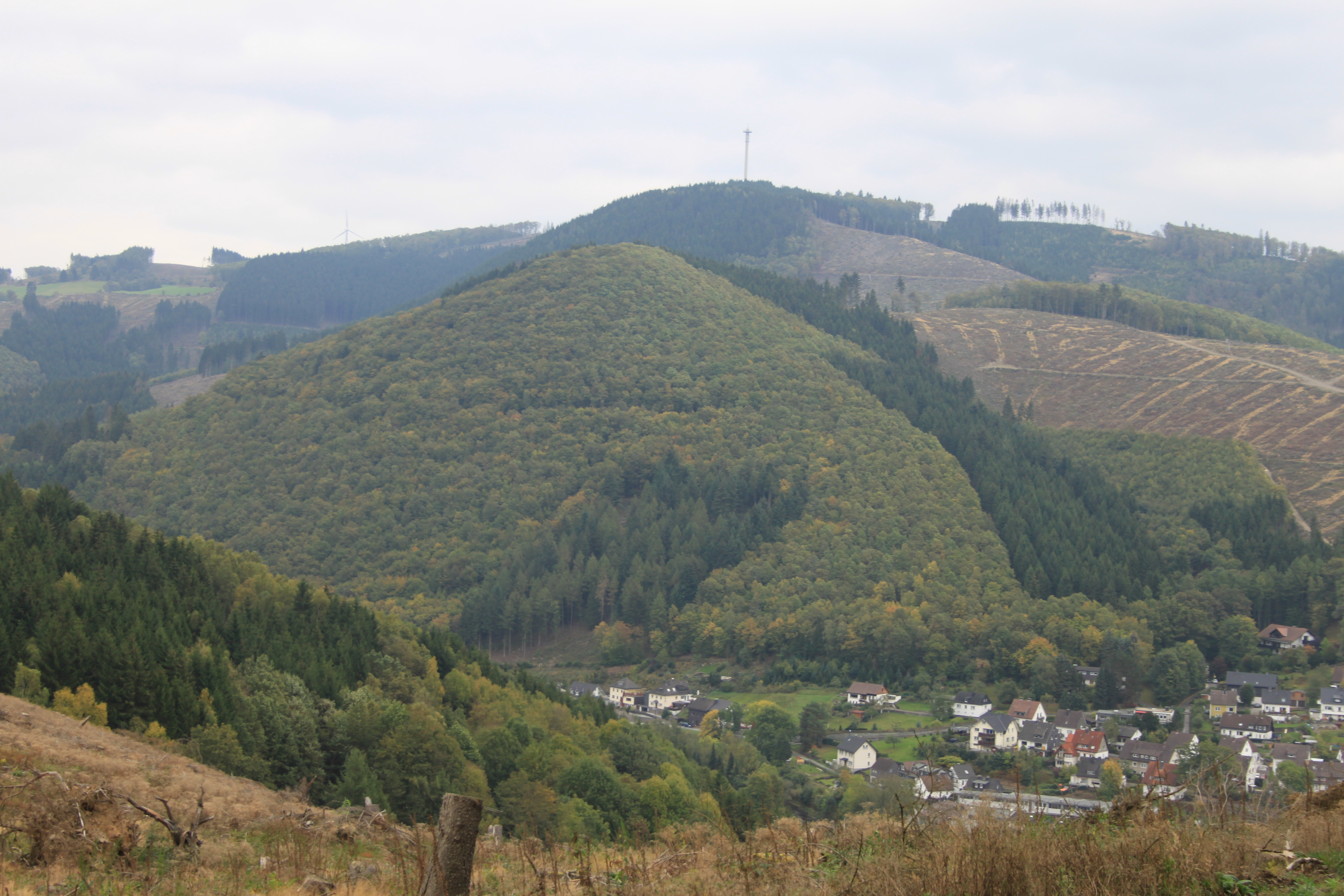
Die Kahle in Lennestadt-Meggen, im Hintergrund „die Kuhhelle“

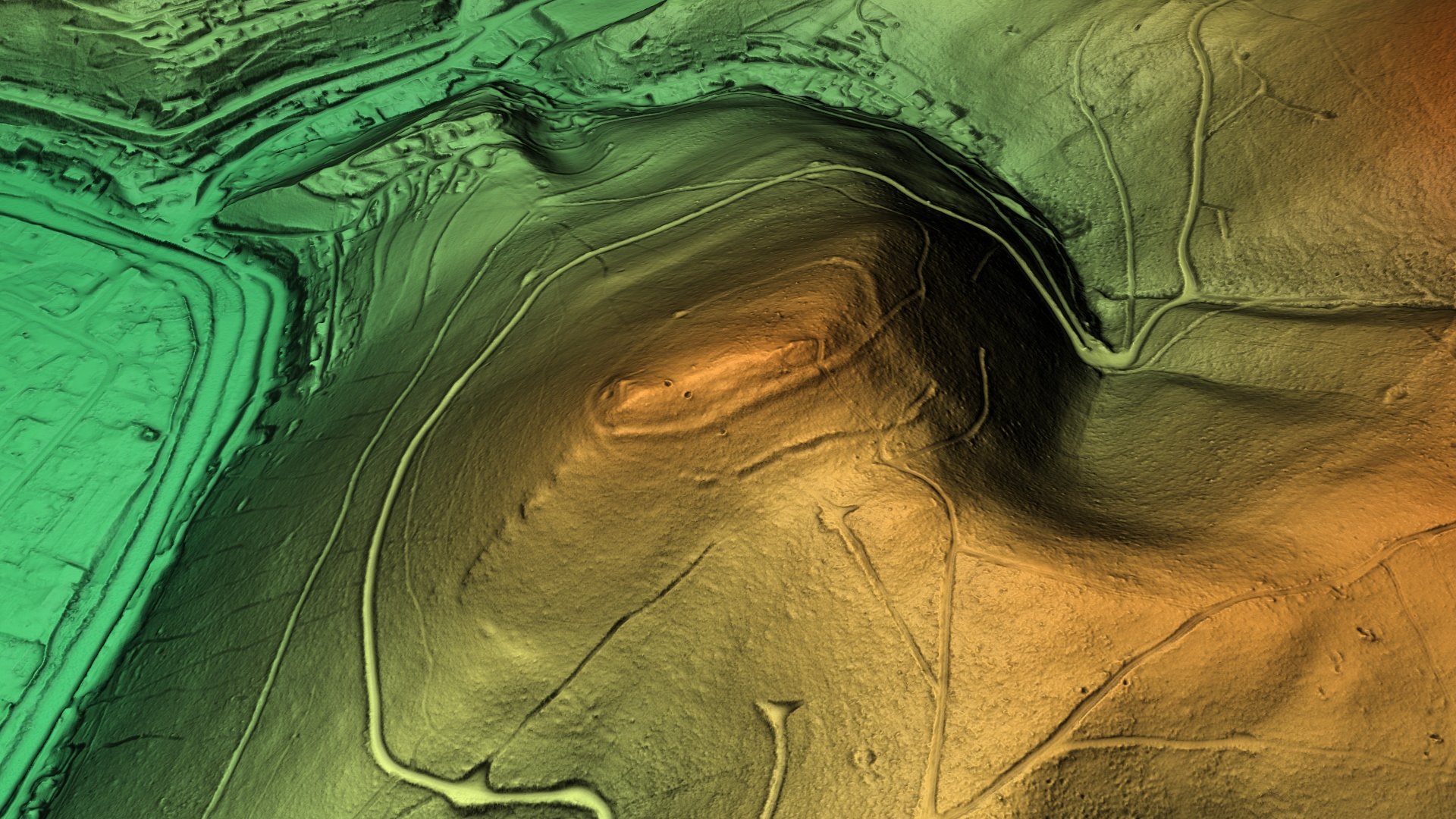
3D-Ansicht des digitalen Geländemodells

Die Wallburg Kahle liegt etwa 500 m östlich von Meggen auf der 479,6 m hohen Kahle, einer der 603 m hohen Kuhhelle vorgelagerten Bergkuppe auf der rechten Lenneseite. Die Kahle liegt somit 209 Höhenmeter über dem Ort Meggen an der Lenne, welche sich von Altenhundem in nördlicher Richtung bis Meggen durch das enge Tal zwängt und in Meggen fast rechtwinkelig nach Westen abknickt, um Richtung Maumke und Grevenbrück abzufließen.
Der Aufstieg zur Wallburg erfolgt von der Ortschaft Meggen entweder über die Vogelstange im Nordosten von Meggen und von hier ständig der Anhöhe in südlicher Richtung folgend bis zur Burg, oder aus der Faulebutter (SGV-Hütte Meggen) den Wanderwegen folgend in westlicher Richtung. Beide Routen führen zum Sattel auf 462 m.

## Geographische Lage der Wallburg Kahle

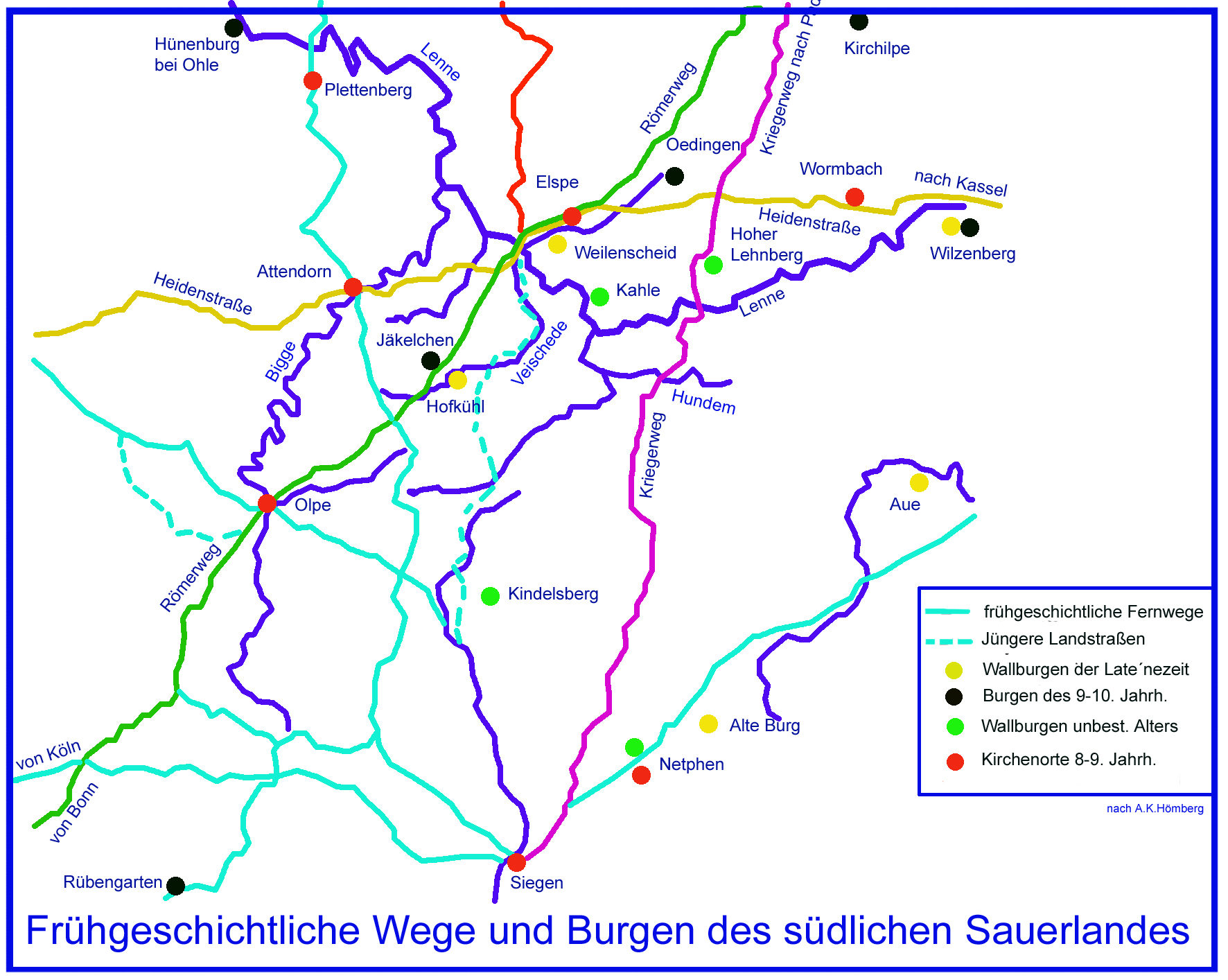
Frühgeschichtliche Wege und Burgen im südlichen Sauerland; Heidenstraße hier gelb dargestellt

Die Burg liegt nicht direkt an alten Fernstraßen und gehört seit alters her zu Elspe, dessen Grenzen bis auf die Bergketten des Lennetals nach Altenhundem reichten. Die Wallburg Kahle liegt etwa 4 km von der alten Heidenstraße und Römerweg entfernt, der nördlich durch den Ort Elspe führt. In 3,1 km Entfernung liegt nordwestlich auf etwa der gleichen Höhe die Wallburg Weilenscheid (482 m) mit Sichtverbindung über die mittelste Hardt zur Wallburg Kahle.

## Geologische Lage
Meggen liegt im Grenzgebiet der Innersauerländer Senken zum Südsauerländer Bergland. Die Innersauerländer Senken bilden die oberdevonische bis unterkarbonische Füllung der Attendorn-Elsper Doppelmulde. Der Wechsel unterschiedlicher Gesteine schuf hier eine großwellige Abfolge von in Richtung Südwest nach Nordost verlaufenden Höhenschwellen und Kuppenzügen sowie Ausräumungswannen und langgestreckte Senken und Mulden. Die Meggener Mulde ist eine der Doppelmulde südöstlich vorgelagerte Spezial-Mulde und zieht am Südrand der Elsper Mulde von Meggen aus über Halberbracht, Burbecke in Richtung Brenschede und Bracht. Unterhalb der Kahle sind an der „Kahle-Kuhhelle-Überschiebung“ die widerständigeren Orthocrinus-Schichten des Unteremsiums über die jüngeren und weniger widerständigen Schichten des Eifeliums (Stöppeler Tonschiefer, Fredeburger Schiefer und Lennehelle-Schichten) überschoben worden, wodurch die steile Hangneigung zum Lennetal erklärbar ist.

## Beschreibung der Anlage
Unterhalb des Sattels ist die Bergspitze der Kahle schon mit einem bis zu 2 m hohen Wall mit erkennbarem Graben abgeriegelt, in einer Länge von etwa 180 m beginnend vor dem Siepen, welches zur Wolbecke abfließt, über den Sattel in südwestlicher Richtung bis zum westlichen Steilhang Richtung Meggen. In nördlicher Richtung ist der Wall durch einen Wirtschaftsweg zerstört worden, der zur Vogelstange Meggen herabführt. Die zweite Wallterrasse von etwa 1,5 m Höhe und einem Abstand zwischen 45 und 26 m von der ersten sichert die Wallburg auf einer Länge von 230 m vom nördlichen Steilhang Richtung Halberbracht bis zum südwestlichen Steilhang Richtung Meggen. Parallel hierzu verläuft der dritte Wallterrasse in einer Länge von etwa 150 m, welche im nördlichen Bereich heute nur noch zu erahnen ist. In nördlicher und westlicher Richtung schützte der Steilhang der Kahle zum Lennetal die Burg. Hier sind nur noch leichte Kanten zu erkennen.
Zum südwestlichen Siepen führt ein Graben von heute etwa 1,2 m Tiefe, der im oberen Bereich anscheinend verfüllt worden ist, herunter bis etwa auf halber Höhe von Meggen. Innerhalb der Wallburg sind auf der Kuppe zwei Schützenstellung aus dem Krieg erkennbar, welche hier in den Boden gegraben wurden.
Alle Wälle sind durch den Orkan Kyrill und den dadurch anfallenden Aufräumarbeiten stark beschädigt worden.

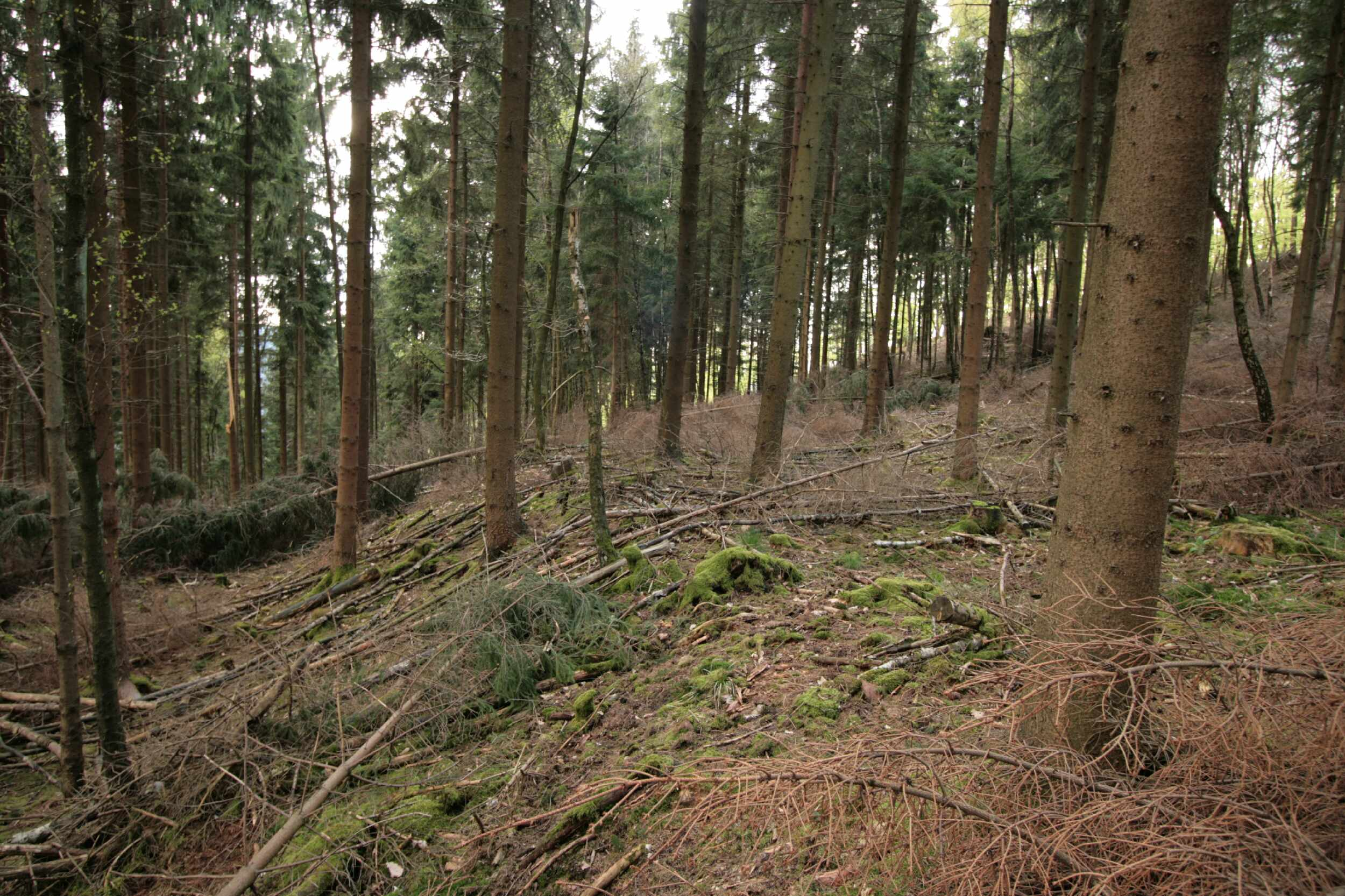
Wallburg Kahle, Erster Wall im Südwesten
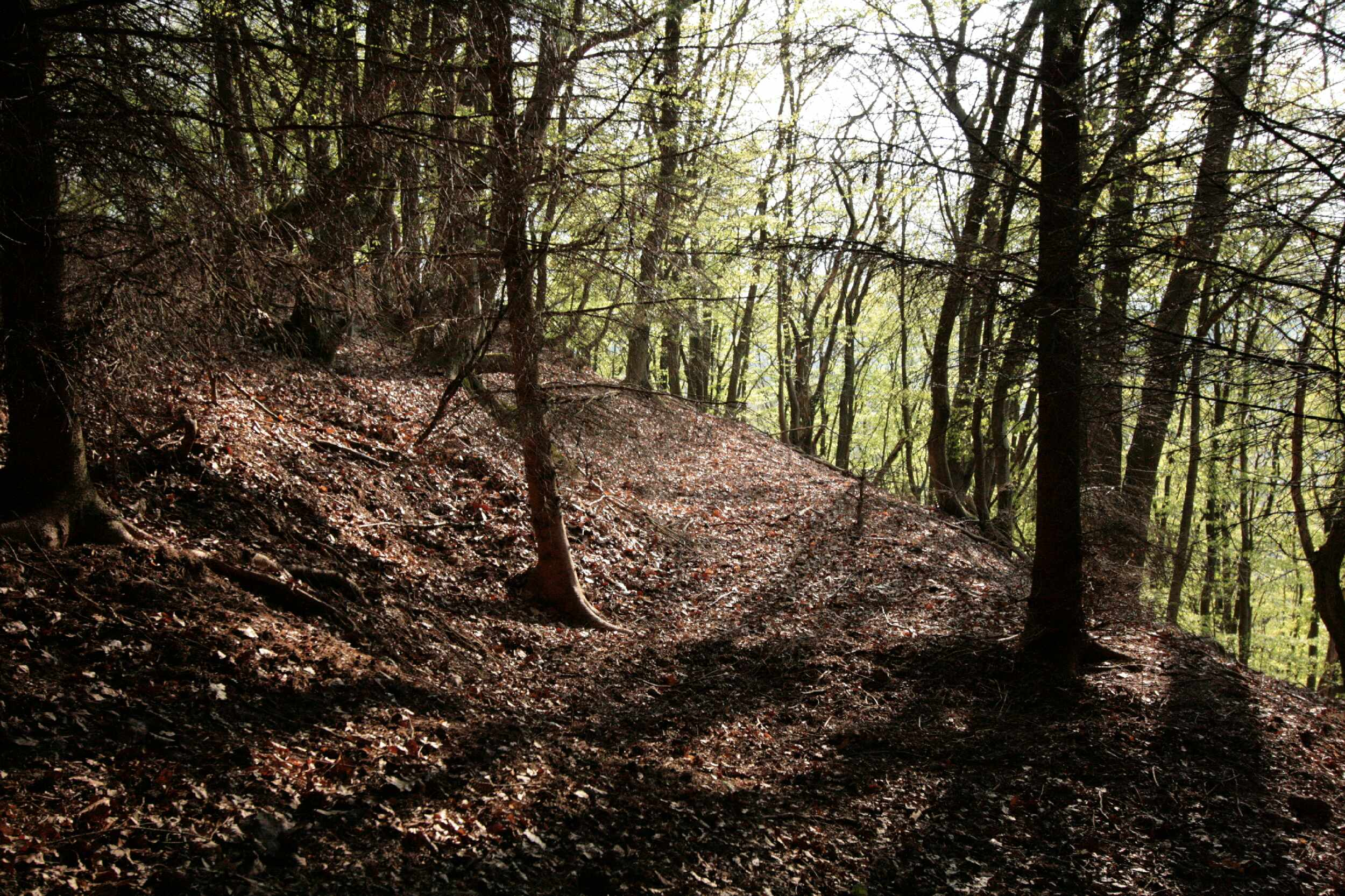
Wallterrasse am Steilhang nach Nordwesten
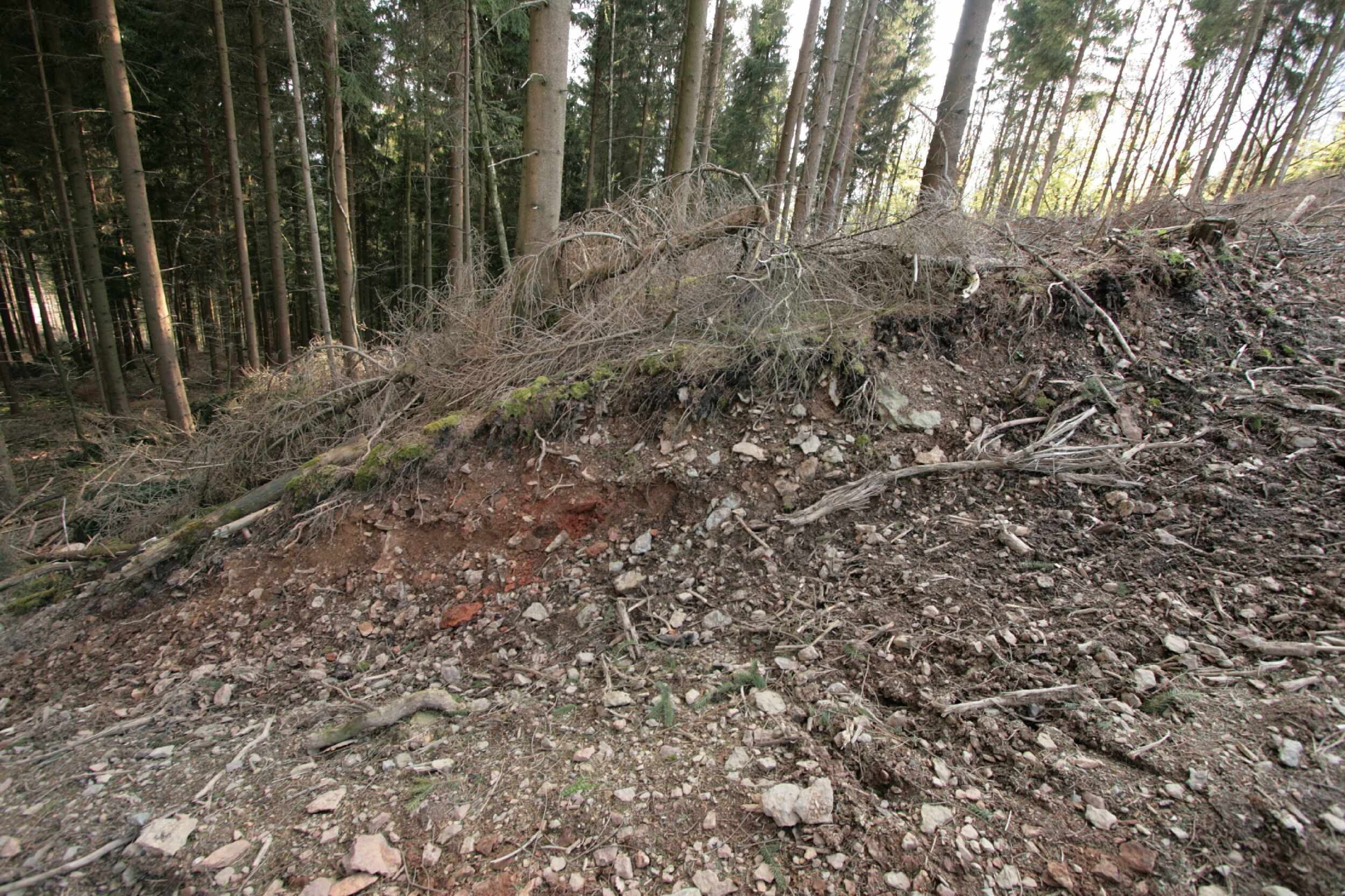
Durchbruch der mittleren Wallterrasse durch moderne Forstmaschinen

## Archäologie der Wallburg Kahle
Datierbare Funde sind bisher auf dem Areal nicht bekannt. Bei Grabungen aus der Zeit vor 1923 wurde ein Schmelzofen in der Innenfläche der Anlage gefunden. Heute noch erkennbar sind die Lesesteinhaufen, bei denen es sich um phosphor- und manganhaltigen Brauneisenstein aus dem Ausgehenden des Gangzuges des Eisernen Hutes handelt. 

## Alter der Wallburg Kahle
Vergleiche mit anderen Anlagen lassen am ehesten eine Zuordnung der Kahle zu den Burgen der vorrömischen Eisenzeit zu.
D. Beringer hat die eisenzeitlichen Wallanlagen in Westfalen in sechs Gruppen eingeteilt, wobei als Kriterien für seine Klassifikation die Topographie und der Grundriss maßgebend war. Er unterschied die Anlagen: „Ringwall in Gipfellage (A), Ringwall am Rande eines Plateaus (B), Ringwall auf der Bergkuppe und in Hanglage (C), Ringwall nur partiell geschlossen (D), Ringwall auf Sporn (F) und Abschnittbefestigung auf Sporn (E)“. Die Wallburg auf der Kahle gehört demnach zur Befestigung vom Typ D.